# Marcopoloia discipuncta
Marcopoloia discipuncta is een vlinder uit de familie van de Metarbelidae. De wetenschappelijke naam van de soort is voor het eerst gepubliceerd in 1915 door Alfred Ernest Wileman.
De soort komt voor in Taiwan.